# Adrian Scheidegger
Adrian Eugen Scheidegger (Basileia, 2 de maio de 1925 – Baden, Suíça, 10 de dezembro de 2014) foi um geofísico suíço-austríaco, professor da Universidade Técnica de Viena.

## Vida
Obteve reconhecimento internacional por seus diversos livros-texto - dos quais em especial é de se notar seu Principles of geodynamics (1963/1982) - sendo reconhecido como o mais significativo expert da tectônica de diaclases.

## Livros-texto
- Theoretical geomorphology, Springer 1970 e 1991
- Principles of geodynamics, Springer, Berlim 1963
- Systematic geomorphology, Springer, 1987
- Morphotectonics. Berlim: Springer. 2004. ISBN 3-540-20017-7